# Saint-Aimé-du-Lac-des-Îles
Saint-Aimé-du-Lac-des-Îles är en kommun i provinsen Québec i Kanada. Den ligger i regionen Laurentides, i den sydöstra delen av landet, 110 km norr om huvudstaden Ottawa.